# Krystal Cherson
Krystal Cherson (Oekraïens: Кристал Херсон, Russisch:Кристалл Херсон) was een Oekraïense voetbalclub uit Cherson. 

## Geschiedenis
De club werd in 1961 opgericht en speelde ten tijde van de Sovjet-Unie voornamelijk in de derde klasse. Na de Oekraïense onafhankelijkheid ging de club in de nieuwe tweede klasse spelen, maar degradeerde na één seizoen. In 1998 werd de club kampioen, maar kon via de eindronde geen promotie afdwingen. De club speelde nog tot 2006 in de derde klasse en trok zich dan terug uit de profcompetitie. In 2011 keerde de club terug op nationaal niveau en kon na één seizoen terug promoveren naar de derde klasse. In maart 2017 trok de club zich terug uit de lopende competitie. In 2020 promoveerde de club na 28 jaar terug naar de tweede klasse. In 2021 degradeerde de club naar de Droeha Liha. 

## Naamswijzigingen
- 1961–1962: Majak Cherson
- 1963–1964: Boedivelnik Cherson
- 1965–1975: Lokomotiv Cherson
- 1976–1992: Kristall Cherson
- 1992–1994: Tavrija Cherson
- 1995: Vodnyk Cherson
- 1996–1999: Krystal Cherson
- 2000–2003: SK Cherson
- 2003-????: Krystal Cherson

## Bekende ex-spelers
- Anatoli Bajdatsjny
- Michail Sokolovski